# In the Heat of the Night (песня)
In the Heat of the Night (рус. В пылу ночи) — второй сингл из альбома The Long Play певицы Сандры, вышедший в ноябре 1985 года. Композиция занимала лидирующие позиции в чартах различных стран.
На песню выпущено множество ремиксов и ремейков, среди которых кавер-версии китайской певицы Аниты Муи (1986), финской готик-метал группы To/Die/For (2000), шведской группы Odyssey (2009). Песня была переделана группой E-Rotic для Dance Dance Revolution Extreme 2. В 1999 году ремикс-версия песни была выпущена в качестве промосингла во Франции. В 2006 году Сандра записала новый микс, появившийся в её сборнике Reflections — Reproduced Hits (2006). В 2007 году Virgin Music France решила выпустить специальную версию сборника Reflections, содержащего три новых ремикса, сделанных французскими диджеями. Однако, коммерческий релиз был отменен, и сборник вышел только в цифровом формате в интернете.

## Форматы и список произведений
7" сингл
1. «In the Heat of the Night» — 3:58
2. «Heatwave» (instrumental)

12" сингл
1. «In the Heat of the Night» (extended mix) — 7:32
2. «Heatwave» (instrumental)

12" maxi — 1999
1. «In the Heat of the Night» (original version) — 5:07
2. «In the Heat of the Night» (remix version) — 4:28

12" maxi (French promo only) — 2007
1. «In the Heat of the Night 2007» (Superfunk remix - extended) — 6:00
2. «In the Heat of the Night 2007» (Superfunk remix - radio edit) — 3:48
3. «In the Heat of the Night 2007» (Future Vision remix - extended) — 7:12
4. «In the Heat of the Night 2007» (Future Vision remix - radio edit) — 3:19

## Сертификация
| Страна  | Сертификат | Дата | Продажи |
| ------- | ---------- | ---- | ------- |
| Франция | Серебряный | 1985 | 250 000 |

## Чарты
| Чарт (1985)                 | Наивысшая позиция |
| --------------------------- | ----------------- |
| Austrian Singles Chart      | 6                 |
| French SNEP Singles Chart   | 5                 |
| German Singles Chart        | 2                 |
| Italian Singles Chart       | 4                 |
| South African Singles Chart | 8                 |
| Swedish Singles Chart       | 2                 |
| Swiss Singles Chart         | 2                 |

## Коллектив
- Сандра Крету — вокал
- Франк Петерсон — клавишник
- Стив Холл — бас-гитарист
- Хуберт Кеммлер — бэк-вокал
- Михаэль Крету — бэк-вокал